# VAZ 1111
Lada Oka (VAZ-1111, ВАЗ-1111 Ока) je miniautomobil vyráběný mezi lety 1988 a 2008. Byl vyprojektován v automobilce VAZ, jako předloha posloužil vůz Daihatsu Cuore – typ z roku 1980. Oka se nejdříve jako vůz pro invalidy vyráběl v Togliatti v továrně VAZ. Vyráběl se v průběhu let také v továrnách KamAZ ve městě Naberežnyje Čelny a SeAZ v Serpuchově.
Vůz měl sice téměř stejnou karoserii a různá konstrukční řešení stejná jako Cuore, ale zbytek automobilu byl vytvořen nově. Zvláště pohonné ústrojí a podvozek. Stejně jako Daihatsu Cuore, měla mít Oka tříválcový motor, ale z důvodu zpoždění vývoje tohoto motoru, bylo rozhodnuto použít dvouválec, jehož původ je v čtyřválci motoru 1,3 litru z vozu Lada 2108 Samara. Tříválec byl dokončen na začátku 90. let, ale krize v průmyslu nedovolila realizovat tento projekt.
Výroba Oky v továrně VAZ byla zastavena v roce 1995. V té době byl dokončen silnější motor 0,75 litru (11113), dvouválec (33 koní), na místo starého 0,65 litru (29 koní). I tento motor je polovinou motoru ze Samary, tentokrát silnějšího, o objemu 1,5 litru (21083).
V roce 2006 přestal AvtoVAZ vyrábět motory, které nyní potřebovaly úpravu na Euro-2. Výměna klasického karburátoru za drahé elektronické vstřikování a katalyzátor by se závodu nevyplatila. V té době byla také ukončena výroba v továrně KamAZ, kterou koupila skupina Sollers (UAZ a další značky)
Závod SeAZ začal montovat do Oky čínský importní motor se vstřikováním (modifikace SeAZ-11116, tříválec, 1,0 litru, licence od Daihatsu Charade). V roce 2007 se na základě Oky začal vyrábět pickup a furgon. Od ledna 2008 splňovala Oka Euro-3. Na konci roku 2008 se přestala Oka vyrábět, protože se to již nevyplatilo. V roce 2009 se zbytek vozů rozprodal a kromě galvanovny a některých oddělení již celá továrna stojí. V roce 2010 mělo být vyrobeno několik pickupů.

## Galerie

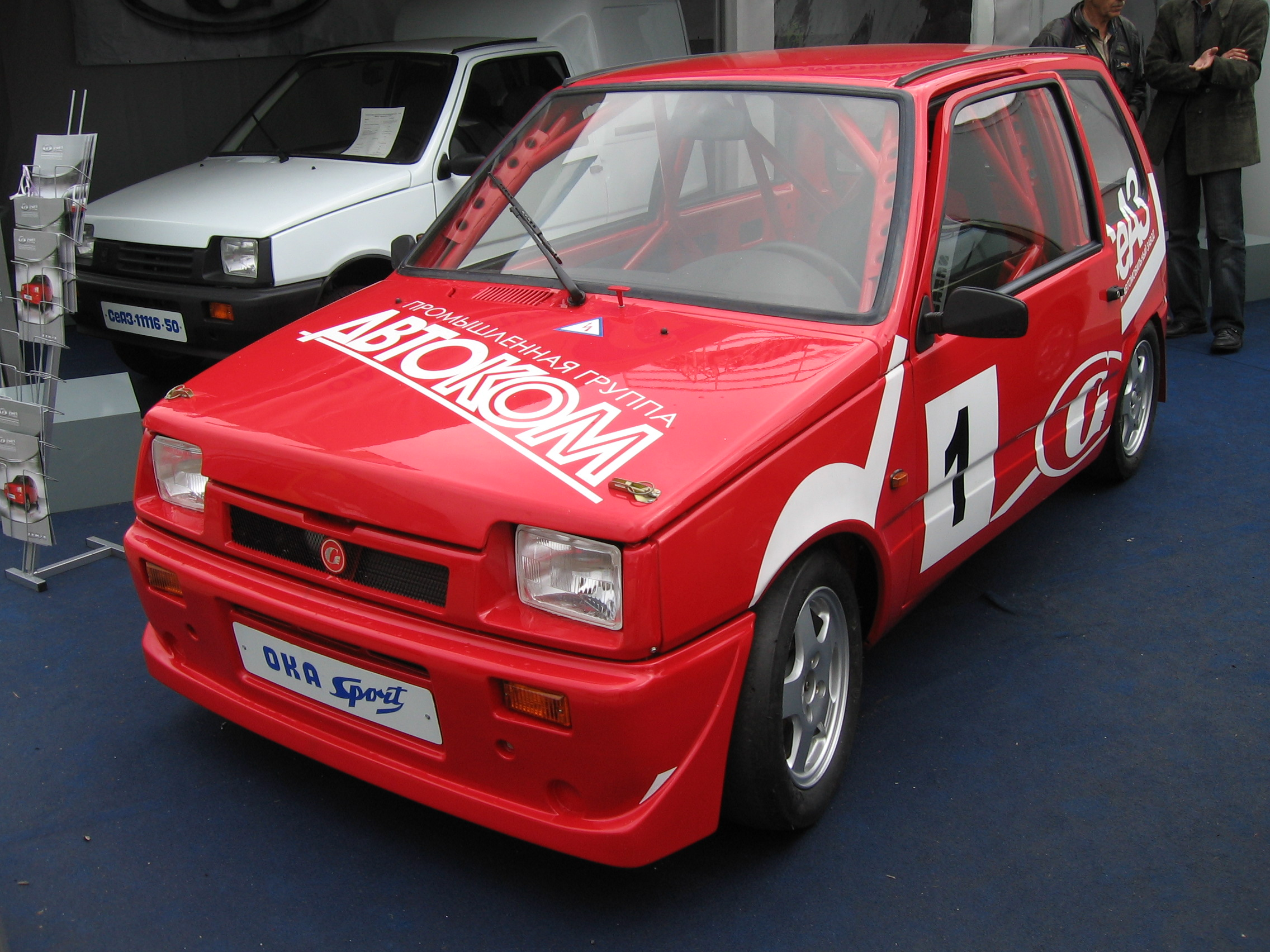
Oka Sport (11116)
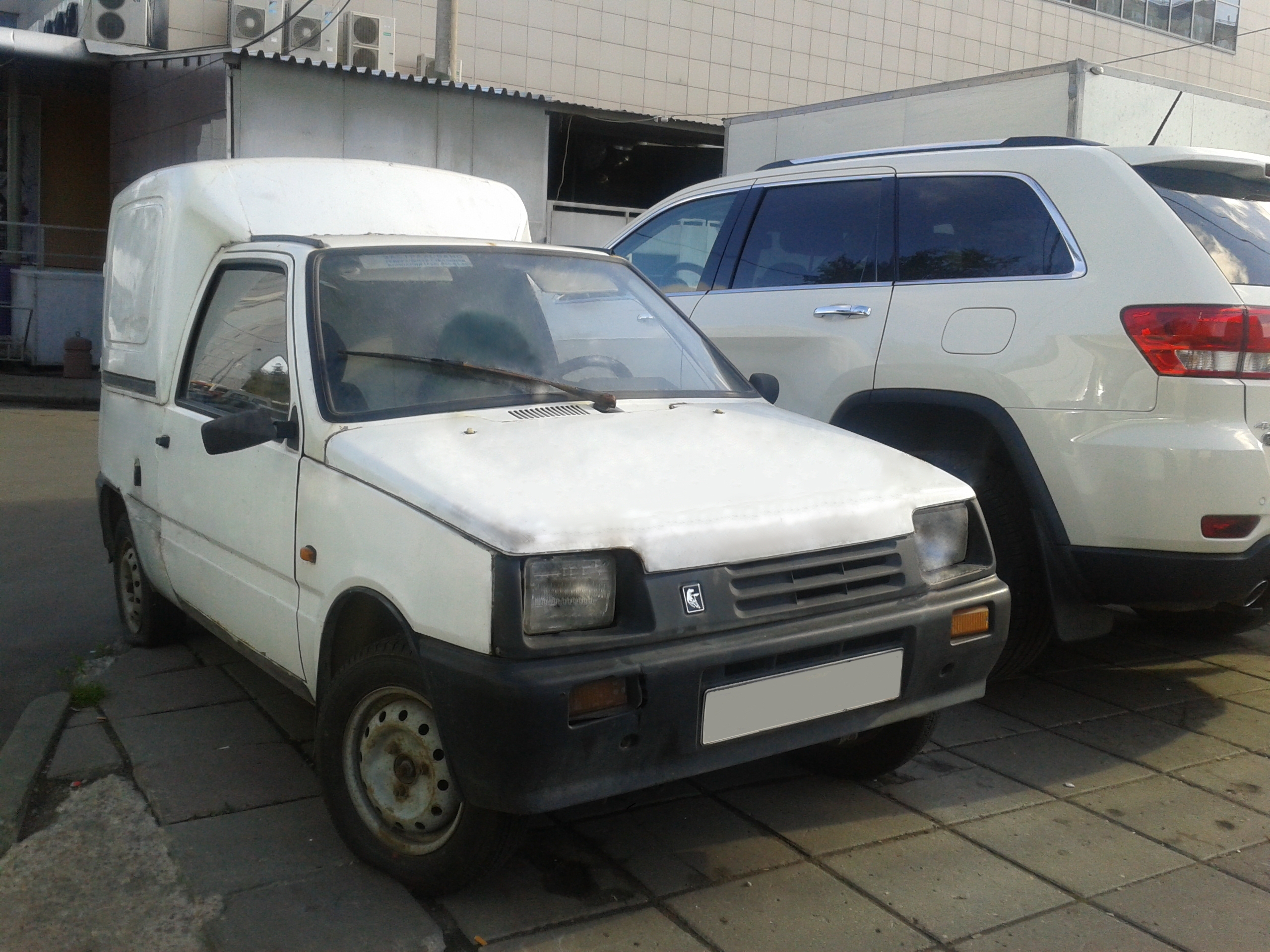
Oka cargo (11116-50)
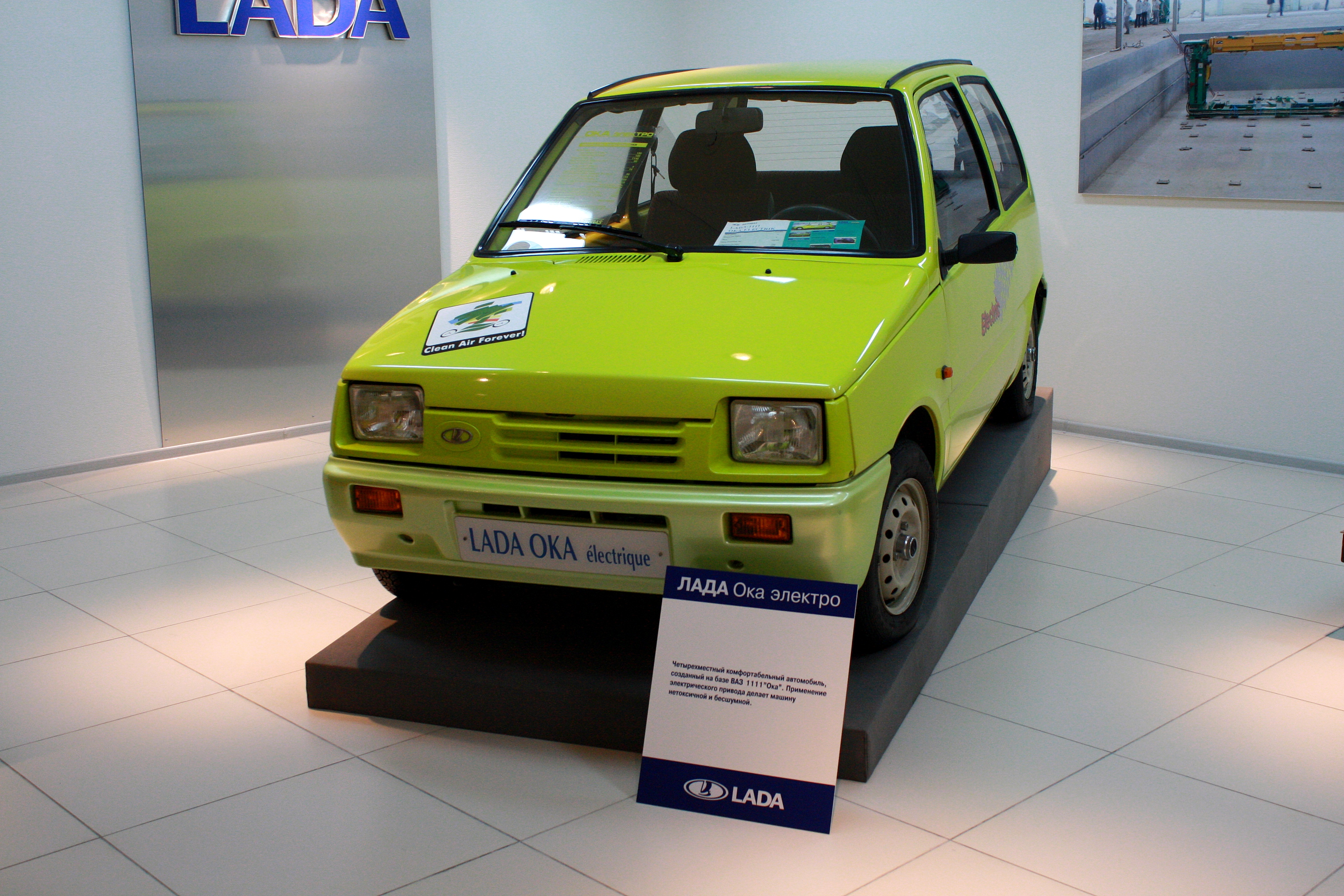
Oka electro